# Alexei Nikolajewitsch Schitnik
Alexei Nikolajewitsch Schitnik (russisch Алексей Николаевич Житник, ukrainisch Олексій Миколайович Житник/Olexij Mikolajowytsch Schytnyk; * 10. Oktober 1972 in Kiew, Ukrainische SSR) ist ein ukrainischer Eishockeyspieler mit russischer Staatsbürgerschaft, der zuletzt beim HK Dynamo Moskau in der KHL unter Vertrag stand.

## Karriere
Schitnik begann seine Karriere beim HK Sokol Kiew, für den er von 1989 bis 1991 in der sowjetischen Meisterschaft aktiv war. Anschließend wurde er beim NHL Entry Draft 1991 in der vierten Runde an in insgesamt 81. Position von den Los Angeles Kings ausgewählt. Der Defensivakteur verbrachte die folgende Spielzeit beim HK ZSKA Moskau und schloss sich zur Saison 1992/93 den Los Angeles Kings in die National Hockey League an. In seiner ersten Saison in der NHL stieß der Russe mit den Kings bis in die Finalspiele um den Stanley Cup vor, verlor die Serie gegen die Montréal Canadiens jedoch in fünf Partien. Im Folgejahr gelang es ihm seine Punkteausbeute zu steigern und in 81 Partien insgesamt 52 Scorerpunkte zu erzielen. Während der folgenden Saison, am 14. Februar 1995, wurde Schitnik zusammen mit Robb Stauber, Charlie Huddy und einem Fünftrunden-Wahlrecht in einem Tauschgeschäft zu den Buffalo Sabres abgegeben. Im Gegenzug wurden Philippe Boucher, Denis Zygurow und Grant Fuhr nach Los Angeles geschickt. Schitnik stand bei den Sabres bis 2004 beinahe durchgehend als Stammkraft im Einsatz.
Während dieser Zeit erreichte er in der Saison 1998/99 mit den Sabres die Finalspiele um den Stanley Cup, verlor die Serie jedoch in sechs Partien gegen die Dallas Stars. Während der aufgrund des Lockouts ausgefallenen Saison 2004/05 blieb der Defensivakteur zunächst vereinslos. Am 6. Dezember 2004 unterzeichnete er beim Ak Bars Kasan, bei dem er in der Spielzeit 2004/05 insgesamt 27 Partien absolvierte und neun Punkte erzielte. Am 2. August 2005 unterzeichnete der Russe als Free Agent bei den New York Islanders. Er startete mit soliden Leistungen in die Saison, verfehlte mit den Islanders jedoch den Einzug in die Endrunde und wurde nach einer Verletzung im März 2006 bis zum Saisonende außer Gefecht gesetzt. In der darauffolgenden Spielzeit stand Schitnik in 30 NHL-Spielen für die Islanders im Einsatz und verbuchte elf Scorerpunkte, bevor er am 16. Dezember 2006 im Austausch für Freddy Meyer und einem Drittrunden-Wahlrecht zu den Philadelphia Flyers abgegeben wurde. Noch in derselben Saison wurde der russische Abwehrspieler erneut in einem Tauschgeschäft abgegeben und im Austausch für Braydon Coburn zu den Atlanta Thrashers geschickt.
In der Saison 2006/07 qualifizierte er sich mit dem Franchise aus Atlanta erstmals für die Play-offs und unterlag mit der Mannschaft in der ersten Runde in vier Partien gegen die New York Rangers. Nachdem er auch die folgende Saison bei den Thrashers verbracht hatte, unterzeichnete Schitnik im Sommer 2008 beim HK Dynamo Moskau in der Kontinentalen Hockey-Liga, wobei er in der Saison 2009/10 als Mannschaftskapitän fungierte. Im Frühjahr löste sich Dynamo Moskau aufgrund finanzieller Probleme auf und verschmolz mit dem HK MWD Balaschicha zum OHK Dynamo. Schitnik war in der Folge vereinslos.

### International
Bereits am 2. November 1990 wurde er in das Team der sowjetischen Eishockeynationalmannschaft berufen. Nach dem Zerfall der Sowjetunion war er zuerst Mitglied des Vereinten Teams und danach der russischen Eishockeynationalmannschaft. Seine internationale Karriere wurde mit der Goldmedaille bei den Olympischen Winterspielen 1992 und Silbermedaille 1998 gekrönt. 1992 wurde er als Verdienter Meister des Sports ausgezeichnet.

## Erfolge und Auszeichnungen
- 1999 Teilnahme am NHL All-Star Game
- 2002 Teilnahme am NHL All-Star Game
- 2008 Spengler-Cup-Gewinn mit dem HK Dynamo Moskau
- 2009 Teilnahme am KHL All-Star Game

### International
| - 1990 Silbermedaille bei der U18-Junioren-Europameisterschaft - 1991 Silbermedaille bei der Junioren-Weltmeisterschaft - 1992 Goldmedaille bei der Junioren-Weltmeisterschaft - 1992 Goldmedaille bei den Olympischen Winterspielen | - 1996 Bester Verteidiger der Weltmeisterschaft - 1996 All-Star-Team der Weltmeisterschaft - 1998 Silbermedaille bei den Olympischen Winterspielen |